# Der Bettelstudent (1936)
Der Bettelstudent, Untertitel Ein heiteres Spiel mit Musik aus der Zeit, in der August der Starke zugleich König von Polen war, ist eine deutsche Operettenverfilmung von Georg Jacoby aus dem Jahr 1936. Sie beruht auf der Operette Der Bettelstudent von Carl Millöcker.

## Handlung
Polen im Jahr 1704: Das Land wird vom sächsischen Kurfürsten August der Starke regiert, der in Krakau den Oberst Ollendorf als Statthalter eingesetzt hat. Es gilt das Standrecht, nächtliche Versammlungen sind verboten. Ollendorf gibt einen Ball, zu dem auch die verarmte Gräfin Nowalska mit ihren beiden Töchtern Bronislawa und Laura eingeladen ist. Bronislawa ist wie immer nur am Essen und Tanzen interessiert und bringt die Gräfin damit in Verlegenheit. Laura jedoch wird von den Männern umschwärmt. Auch Ollendorf will mit Laura tanzen, die sich ihm entzieht. Als er sie weiter bedrängt und auf die Schulter küsst, erhält er von Laura eine Ohrfeige, da er nicht standesgemäß und auch kein Pole ist. Er lacht darüber, schwört aber im Geheimen Rache.
In Krakau ist unterdessen ein geheimnisvoller Mann erschienen, der von den Soldaten gejagt wird. Der Pole Jan Janicki gewährt ihm Unterschlupf. Der Fremde stellt sich ihm als Symon Rymanowicz vor. Sie erkennen bald, dass es ihnen beiden um die Freiheit Polens geht, und so nimmt Jan Symon auf eine Versammlung landestreuer Polen mit, die die Revolution planen. Als die geheime Versammlung von Soldaten aufgelöst wird, flüchten Jan und Symon in einem Wagen, der sich als Proviantwagen des Gefängnisses entpuppt und im Gefängnishof hält. Jan und Symon, die sich als Bettelstudenten ausgeben, werden verhaftet und singen im Gefängnis das Spottlied „Ach, ich hab’ sie ja nur auf die Schulter geküsst“ auf Oberst Ollendorf. Der erscheint im Gefängnis und bietet beiden ein Geschäft an: Sie helfen ihm bei einer Maskerade und beide erhalten im Gegenzug die Freiheit. Die Männer stimmen zu.
Aus Symon wird nun der reiche Weltreisende Fürst Wybicki und Jan gibt sich als sein Sekretär aus. Symon soll sich mit Laura verloben, so der Plan Ollendorfs, und sie dann als Bettelstudent enttarnt nach der Verlobung bloßstellen. Tatsächlich jedoch verlieben sich Symon und Laura ineinander und auch Bronislawa und Jan werden ein Paar. Jan verspricht Ollendorf unterdessen, einen bedeutenden Revolutionär zu enttarnen, wenn er dafür eine hohe Summe Geld erhält. Das Geld, das Ollendorf ihm auszahlt, benutzt Jan, um die Revolutionäre zu bewaffnen. Die Verlobung von Symon und Laura findet statt und Ollendorf löst triumphierend die Identität von Symon und Jan auf. Beide geben jedoch zu erkennen, dass sie in Wirklichkeit Herzog Kasimir und Graf Opalinski sind – die Schwestern Nowalska haben standesgemäß geheiratet. Zur gleichen Zeit stürmen die bewaffneten Polen Ollendorfs Palais und der erhält von Kurfürst August die Nachricht, dass er die polnische Königswürde zurückgeben werde. Gleichzeitig wird Symon/Herzog Kasimir vom Anführer der Rebellen unterrichtet, dass dieser sich um die Königskrone bewerben werde. Polen ist frei und die Schwestern Nowalska haben in Symon und Jan ihre große Liebe gefunden.

## Produktion
Johannes Heesters hatte die Rolle des Symon Rymanowicz erstmals im September 1934 an der Wiener Volksoper gespielt und für diese Rolle sein Schuldeutsch deutlich verbessert. Als er 1936 neu zur UFA kam, wurde gerade nach einer Hauptrollenbesetzung für eine Verfilmung des Bettelstudenten gesucht. Heesters wurde in der Rolle des Symon Rymanowicz besetzt; zwar war es seine erste Rolle in einem UFA-Film, doch hatte die Macher neben der Operettenerfahrung Heesters’ auch sein Auftritt im österreichischen Spionagefilm Die Leuchter des Kaisers überzeugt.
Neben Heesters, dessen Vorname Johan für den deutschen Markt in Der Bettelstudent zum ersten Mal in Johannes verändert wurde, war auch Marika Rökk erst 1936 zur UFA gekommen. Der Bettelstudent wurde der erste einer Reihe von gemeinsamen Filmen von Heesters und Rökk. Die Dreharbeiten, die Mitte März im UFA-Atelier Babelsberg begannen, gestalteten sich schwierig. Marika Rökk hatte zu dieser Zeit bereits eine Affäre mit Regisseur Jacoby, ihrem späteren Ehemann, begonnen, und benahm sich am Set divenhaft. „Bevor ich bei Jacoby geborgen war, stellte ich viel an. […] Ich leistete mir Launen, Extravanganzen und eine völlig unberechtigte Überheblichkeit. Morgens erhob ich mich gemütlich aus den Federn und schlenderte mit Verspätung ins Atelier. Ich gab mir auch keine große Mühe mit dem Studium der deutschen Sprache“, so Rökk rückblickend. Rökks Probleme mit der Aussprache und verpasste Einsätze sorgten am Set für Spannung. Kritik von Regisseur Jacoby führten zum Teil dazu, dass Rökk das Atelier verließ. Rökks Auftreten sorgte für eine Verzögerung der Dreharbeiten, die dennoch bereits nach einem Monat Mitte April 1936 beendet werden konnten.
Die Premiere fand am 20. August 1936 in Den Haag statt. Am 29. August lief Der Bettelstudent auf den Internationalen Filmfestspielen von Venedig und wurde am 23. November 1936 im Ufa-Palast am Zoo in Berliner Erstaufführung gezeigt. Bereits 1937 folgte mit Gasparone eine weitere Millöcker-Verfilmung mit Rökk und Heesters in den Hauptrollen.
Der Bettelstudent enthält verschiedene Lieder Millöckers, die von Johannes Heesters gesungen werden, darunter „Ach, ich hab’ sie ja nur auf die Schulter geküsst“ und „Ich knüpfte manche zarte Bande“. Der Text „Nimm mein Herz in deine Hände“ wurde eigens für den Film geschrieben, zur Melodie des Duetts Jan – Bronislawa: „Mit der Liebe Fessel binden lasse innig dich an mich. Dass sie fest, sollst du empfinden, doch nicht drücken soll sie dich!“

## Kritik
Der katholische film-dienst lobte den Film in seiner Besprechung 1950:

„Um es vorwegzunehmen: ein großer Operettenfilm mit allen guten Eigenschaften der anerkannten deutschen Filmproduktion alter Prägung. Das Buch in jeder Hinsicht einwandfrei, das Operettenhafte ist mit einer interessanten, spannungsreichen Handlung verwoben und durch humorvolle Szenen sowie Gesang- und Tanzeinlagen angenehm aufgelockert. Vor allem wundert man sich heute, daß man zu jener Zeit eine gut gelungene Parodie auf den bornierten Militarismus wagte. Schnitt und Bild sind Spitzenleistungen; dasselbe gilt in verstärktem Maße von der für alles verantwortlichen Regie, die in jeder Phase die leichte Hand Jacoby’s widerspiegelt. […] Wenn auch das Happy-end reichlich operettenhaft ist, tut das dem Ganzen keinen Abbruch. Temperamentvolle Beschwingtheit, überströmende Fröhlichkeit und wohltuende Sauberkeit empfehlen den Film von selbst.“

Jürgen Trimborn nannte Der Bettelstudent einen „für die Ufa typischen, in üppigen Kostümen und großer Ausstattung schwelgenden Film“.

## Auszeichnung
Der Bettelstudent erhielt von der nationalsozialistischen Filmprüfstelle das Prädikat „Künstlerisch wertvoll“.